# Trox elizabethae
Trox elizabethae is een keversoort uit de familie beenderknagers (Trogidae). De wetenschappelijke naam van de soort is voor het eerst geldig gepubliceerd in 2005 door van der Merwe & Scholtz.